# Armée brave et loyale du Nord-Est
Après la défaite des forces de Ting Chao à Harbin en février 1932, Feng Zhanhai se replie avec ses forces à Shan-Ho-Tun, un village du district de Wuchang. Ils lancent ensuite un appel aux volontaires et le bureau de la sûreté publique lui remet sa police et sa milice et le nomme à la tête de cette nouvelle force, l'armée brave et loyale du Nord-Est, composée de 15 000 hommes et basée dans les collines du sud de Harbin. Il se montre capable de faire des ravages sur les liaisons ferroviaires japonaises du chemin de fer de l'Est chinois qui passe dans sa zone de contrôle.
En réponse, les Japonais et le nouveau Mandchoukouo lancent deux campagnes contre cette armée. De juin à juillet 1932, l'« opération de subjugation de Feng Chan-hai » éliminent les forces anti-japonaises des districts de Shuangcheng, Acheng, Yushu, Wuchang, et Shulan. Ce retournement de situation force Feng à fuir vers l'est. En septembre 1932, durant la seconde « opération de subjugation de Feng Chan-hai », une force de 7 000 hommes du Mandchoukouo parvient à encercler les 10 000 hommes des forces « bandits » de Feng. Plus de la moitié de la guérilla parvient à fuir l'encerclement et à rejoindre la province de Jehol.
Plus tard, les forces de Feng rejoignent les résistants à l'invasion de Jehol, mais sont de nouveau forcées de reculer jusque derrière la Grande Muraille. Par la suite, elles combattent aux côtés de l'armée alliée anti-japonaise de Feng Yuxiang en tant que 4e armée de route contre le Japon et ses alliés du Mandchoukouo. Après la dispersion de cette force par Tchang Kaï-chek, les hommes intègrent la 91e division que Feng commande jusqu'en juillet 1938 lorsque la division est particulièrement touchée durant la bataille de Wuhan.